# Patricia Cody
Patricia Cody, detta Pat (Los Angeles, 1º gennaio 1940 – 24 agosto 2004), è stata una tennista statunitense.

## Carriera
Nei tornei del Grande Slam ha ottenuto il suo miglior risultato raggiungendo i quarti di finale di doppio agli US Open nel 1968, in coppia con la connazionale Nadine Netter.